# Wybory do Parlamentu Europejskiego w Belgii w 2004 roku
Wybory do Parlamentu Europejskiego w Belgii, 2004 zostały przeprowadzone 13 czerwca 2004 roku. wybierano 24 eurodeputowanych. 14 w Flandrii, 9 w Walonii 1 mandat przypadł deputowanemu z Niemieckojęzycznej Wspólnoty Belgii
| Uprawnieni                | 7,552,240 |       |
| Wydano kart do głosowania | 6,857,986 | 90.8% |
| Głosy nieważne            | 367,995   | 5.4%  |
| Głosy ważne               | 6,489,991 | 94.6% |

| Partia                                                                                            | Głosy                              | %                                  | Zmiana                             | Miejsca | Miejsca |
| ------------------------------------------------------------------------------------------------- | ---------------------------------- | ---------------------------------- | ---------------------------------- | ------- | ------- |
| Flandria                                                                                          | Flandria                           | Flandria                           | Flandria                           | 14      | 14      |
| Flamandzka Partia Demokratyczno-Chrześcijańska – Nowy Flamandzki Sojusz (CDV/NVA)                 | 1,131,119                          | 17.4                               | +1.9                               | 4       | +1      |
| Interes Flamandzki (VB)                                                                           | 930,731                            | 14.3                               | +4.9                               | 3       | +1      |
| Flamandzcy Liberałowie i Demokraci (VLD)                                                          | 880,279                            | 13.6                               | 0.0                                | 3       |         |
| Partia Socjalistyczna (Flamandia) – Spirit (Socialistische Partij – Anders – Spirit) (SPA/Spirit) | 716,317                            | 11.0                               | +2.2                               | 3       | +1      |
| Zieloni! (Groen! / Greens-EFA)                                                                    | 320,874                            | 4.9                                | -2.6                               | 1       | -1      |
| Walonia                                                                                           | Walonia                            | Walonia                            | Walonia                            | 9       | 9       |
| Partia Socjalistyczna (Walonia) (PS)                                                              | 878,577                            | 13.5                               | +3.9                               | 4       | +1      |
| Ruch Reformatorski (MR)                                                                           | 671,422                            | 10.3                               | +0.2                               | 3       |         |
| Partia Społeczno-Chrześcijańska (frankofońska, CDH)                                               | 368,753                            | 5.7                                |                                    | 1       | +1      |
| Ecolo (Ecolo)                                                                                     | 239,687                            | 3.7                                | -4.8                               | 1       | -2      |
| Niemieckojęzyczna Wspólnota Belgii                                                                | Niemieckojęzyczna Wspólnota Belgii | Niemieckojęzyczna Wspólnota Belgii | Niemieckojęzyczna Wspólnota Belgii | 1       | 1       |
| Chrześcijańska Partia Socjalna – Europejscy Socjaliści (CSP-EVP)                                  | 15,722                             | 0.2                                |                                    | 1       | +1      |
| Pozostali                                                                                         | 336,510                            | 5.2                                |                                    | 0       |         |
| Wszyscy                                                                                           | 6,489,991                          |                                    |                                    | 24      | -1      |